# Theodore Dreiser
Theodore Herman Albert Dreiser (Terre Haute, Indiana, SAD, 17. kolovoza 1871. – Hollywood, Kalifornija, SAD, 28. prosinca 1945.), bio je američki književnik i novinar. Kao jednom od začetnika naturalizma, radnja njegovih romana većinom je vezana uz razvoj i moralnu degeneraciju snažnih i ambicioznih ličnosti čije vrijednosti ne leže u njihovom etičkom kodeksu, već u upornosti suprotstavljanja svim preprekama.

## Mladost
Dreiser je rođen u striktno katoličkoj obitelji u Terre Haute, u Indiani, od roditelja Sarah i Johna Paula Dreisera. Otac je bio njemački imigrant iz Mayena u gorju Eifel, dok je majka bila iz Mnemonitske seljačke zajednice kraj Daytona u državi Ohio; koja se je odrekla radi udaje za Johna Paula i preobraćenja na Katoličanstvo.
Theodore je bio dvanaesto od trinaestoro djece (deveto od deset preživjelih). Popularni kompozitor tadašnje zabavne glazbe Paul Dresser (1859. – 1906.) bio je njegov stariji brat.
Od 1889. do 1890., pohađao je Indiana University ali kasnije ga je napustio. Nakon nekoliko godina, pisao je za list Chicago Globe i potom za St. Louis Globe-Democrat. Napisao je nekoliko članaka o književnicima Nathanielu Hawthorneu, Williamu Deanu Howellsu, Israelu Zangwillu, Johnu Burroughsu, te je također intervjuirao i javne ličnosti Andrewa Carnegieja, Marshalla Fielda, Thomasa Edisona, Theodorea Thomasa Lillian Nordicu, Emilia E. Barra, Philipa Armoura i Alfreda Stieglitza. Nakon prosidbe 1893., oženio se Sarom White 1898. Rastali su se 1909., djelično radi Dreiserove zaluđenosti Thelmom Cudlipp, mladom kćeri kolege s posla, ali nisu se nikada formalno razveli.

## Književna karijera
Njegov prvi roman, Sestra Carrie (1900.), kazuje priču o ženi koja napušta svoj provincijalni život radi odlaska i veliki grad (Chicago) gdje vodi neobuzdan život. Isprva bez velikog uspjeha, knjiga je kasnije stekla značajnu reputaciju (priča je 1952. pretvorena u film u režiji Williama Wylera, s Laurenceom Olivierom i Jennifer Jones u glavnim ulogama).
1893. svjedočio je linču, te je napisao kratku priču "Cracker," objavljenu u listu Ainslee's Magazine 1901.
Drugi roman, Jennie Gerhardt, objavljen je 1911. Mnoge kasnije Dreiserove knjige bave se društvenom neravnopravnošću. Prvi komercijalni uspjeh bila je Američka tragedija (1925),
filmovana 1931. i 1951. (kao A Place in the Sun). Također, 1892. kada je Dreiser započeo svoj novinarski rad, počeo je "primjećivati određeni, vrlo čest oblik zločina u Sjedinjenim Državama. Činilo se da ga pokreće činjenica da svaka mlada osoba ima urođenu ambiciju da postane, finacijski ili društveno, netko." "Lov na uspjeh postao je bolest" s čestim rezultatom posebno američke vrste zločina, oblika "obojstva za novac", kada "mladi ambiciozni ljubavnik neke siromašne djevojke" otkriva "atraktivniju djevojku s novcem ili položajem" ali se ne može osloboditi prve djevojke, najčešće radi trudnoće.  
Dreiser je tvrdio da je takve priče prikupljao sve godine između 1895. i 1935. Ubojstvo Avis Linnell od strane Clarencea Richesona 1911. posebno je privuklo njegovu pažnju, koje je 1919. bilo temelj dva odvojena djela koja je započeo. 1906., ubojstvo Grace Brown od strane Chestera Gillettea postalo je temelj romana Američka tragedija.
Premda prvenstveno poznat kao romanopisac, Dreiser je 1918. objavio svoju prvu kolekciju 11 kratkih priča, Free and Other Stories. Posebno zanimljiva priča "Moj brat Paul", kratka je biografija njegovog starijeg brata, poznatog kompozitora zabavne glazbe tijekom 1890-ih. Ta priča, bila je temelj za romantični film "My Gal Sal" iz 1942.
Druga djela uključuju "Genija" i Trilogy of Desire (priča iz tri djela temeljena na izvanrednom životu čikaškog tramvajskog magnata Charlesa Tysona Yerkesa 
sastavljena od romana Financijer (1912.), Titan (1914.), i Stoik, objavljen postumno 1947.).
Dreiser je često bio primoran na borbu protiv cenzure jer su njegovi opisi nekih aspekata života, kao seksualni promiskuitet, vrijeđali vlasti i javno mišljenje.

## Politika
Politički, Dreiser je bio aktivan u nekoliko pokreta protiv društvene nepravde, kao linč Franka Littlea, jednog od lidera udruženja Svjetskih industrijskih radnika (Industrial Workers of the World), slučaj Sacco i Vanzetti, deportaciju Emme Goldman i osudu sindikalnog vođe Toma Mooneya. Studenoga 1931., Dreiser je vodio Nacionalni komitet za odbranu političkih zatvorenika (National Committee for the Defense of Political Prisoners) u rudarsko područje jugoistočnog Kentuckyja, gdje je primio svjedočenja rudara iz Pinevillea i Harlana o nasilju koje nad radnicima i sindikatima provode upravitelji rudnika ugljena.
Dreiser je bio uvjereni socijalist, te je napisao više djela iz političke publicistike, kao Dreiser gleda prema Rusiji (1928.), nakon puta u Sovjetski Savez 1927., i dvije knjige koje donose kritički prikaz kapitalističke Amerike, Tragična Amerika (1931.) i America Is Worth Saving (1941.). Radi njegove vizije kapitalizma i budućeg svjetskog poretka sa snažnim američkim vojnim diktatom i naglašene kritike američke vanjske politike, postao je neomiljen u službenim krugovima. Premda su njegovi politički manje radikalni prijatelji, kao H.L. Mencken, Dreiserov odnos s komunizmom smatrali "nebitnom pojedinosti u njegovom životu", Dreiserov biograf Jerome Loving bilježi da su njegove političke aktivnosti od ranih 1930-ih "bile u jasnom skladu s navodnim komunističkim ciljevima u vezi radničke klase.".
Dreiser je umro 28. prosinca, 1945. u Hollywoodu, u dobi od 74 godine.

## Nasljeđe
Dreiser je imao ogroman utjecaj na generacije koje su ga pratile. Alfred Kazin opisao je Dreisera kao "jačeg od bilo koga drugog iz njegovog doba, i u isto vrijeme više žestokog: većeg od svijeta kojeg je opisao, ali značajnog kao i ljudi u njemu," dok je Larzer Ziff primijetio da Dreiser "uspio više nego bilo koji od njegovih prethodnika ili nasljednika u ostvarenju velikog američkog poslovnog romana." Iako se prigovara njegovu izrazu, Dreisera radi širine koncepta i fabule njegovih romana smatraju jednim od najznačajnijih američkih pisaca 20. stoljeća. Napisao je niz opsežnih romana u kojima donosi sumorni prikaz suvremene Amerike.
Čuveni književni kritičar sredine 20. stoljeća Irving Howe o Dreiseru je govorio kao o "jednom od američkih velikana, jednom od rijetkih velikana koje je Amerika imala." Britansko mišljenje o Dreiseru poteklo je od izdavača Ruperta Hart-Davisa: "Knjige Theodora Dreisera dovoljne su da me izbace iz kolotečine, bez obzira na njegova pisma - taj nemaran naduti stil koji opisuje beskrajne poslovne dogovore, sa zavođenjem na svakih sto stranica kao blagim olakšanjem. Ako je on veliki američki romanopisac, dajte mi svaki put Braću Marx."
Jedan od najvećih Dreiserovih zagovornika tijekom njegovog života, H.L. Mencken, izjavio je "da je on veliki umjetnik, te da niti jedan drugi Amerikanac njegove generacije nije ostavio tako značajan trag u nacionalnoj književnosti. Američka literatura, prije i poslije njegovog vremena razlikovala se skoro kao i biologija prije i poslije Darwina. Bio je čovjek velike originalnosti, dubokih osjećaja i nepokolebljive hrabrosti. Svi mi koji pišemo bolji smo jer je on živio i nadao se."
Dreiserova najveća tema bila je strašna napetost koja se može pojaviti između ambicije, čežnje i društvenih normi.

## Odabrana bibliografija

### Romani
- Sestra Carrie (1900.)
- Old Rogaum and His Theresa (1901.)
- Jennie Gerhardt (1911.)
- Financijer (1912.)
- Titan (1914.)
- Genije (1915.)
- Free and Other Stories (1918.)
- Twelve Men (1919.)
- Američka tragedija (1925.)
- Chains: Lesser Novels and Stories (1927.)
- Galerija žena (1929.)
- The Bulwark (1946.)
- Stoik (1947.)

### Drame
- Plays of the Natural and Supernatural (1916.)
- The Hand of the Potter (1918.), prvi puta izvedena 1921.

### Publicistika
- A Traveler at Forty (1913.)
- A Hoosier Holiday (1916.)
- Hey Rub-a-Dub-Dub: A Book of the Mystery and Wonder and Terror of Life (1920.)
- A Book About Myself (1922.); ponovo objavljena kao Newspaper Days (1931.)
- The Color of a Great City (1923.)
- Dreiser gleda prema Rusiji (1928.)
- My City (1929.)
- Tragična Amerika (1931.)
- Dawn (1931.)
- America Is Worth Saving (1941.)

## Vanjske poveznice
- The International Theodore Dreiser Society  Arhivirana inačica izvorne stranice od 23. prosinca 2010. (Wayback Machine)
- Review-Essay: Dreiser on the Web  Arhivirana inačica izvorne stranice od 6. ožujka 2009. (Wayback Machine)
- DreiserWebSource  Arhivirana inačica izvorne stranice od 27. listopada 2010. (Wayback Machine) University of Pennsylvania Philadelphia, Pennsylvania
- Sister Carrie  Arhivirana inačica izvorne stranice od 3. prosinca 2010. (Wayback Machine) American Studies at the University of Virginia.
- eclectica.htm Englesko gledište na Dreisera i usporedba knjiga i filmova
- Dreiser's personal library
- Cyber USSR